# دايازتروف

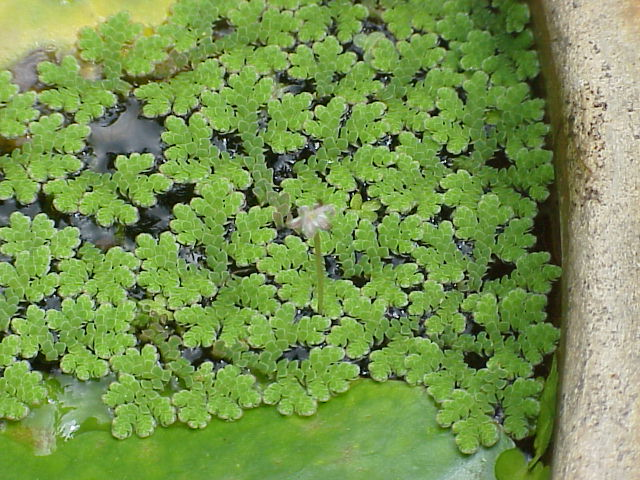

الدايازتروف هي أنواع من البكتيريا والعتائق التي تثبت النيتروجين الجوي إلى أشكال أكثر فائدة كالأمونيا. ويمكنها النمو دون مصدر خارجي من النيتروجين المثبت. ومن الأمثلة عنها هي الريزوبيا والفرانكيا (في التعايش) و أزوسبيريلم. كل أنواع الدايازتروف تحوي أنظمة نيتروجيناز حديد-موليبدنوم أو -فانديوم. اثنان من أكثر الأنظمة التي تمت دراستها هما الكلبسيلة الرئوية (Klebsiella pneumoniae) و (Azotobacter vinelandii). استخدمت هذه الأنظمة بسبب إمكانية تحديد منشأها جينياً وسرعة نموها.